# 伊原和人
伊原 和人（いはら かずひと、1964年〈昭和39年〉10月22日 - ）は、日本の厚生・厚生労働官僚。

## 来歴
香川県高松市出身。父の転勤に伴って仙台市、名古屋市と転居、愛知・旭丘高校を卒業。
1986年（昭和61年）10月、国家公務員採用1種試験（法律）に合格。 1987年（昭和62年）3月、東京大学法学部を卒業し、同年4月、厚生省に入省。厚生省大臣官房人事課に配属。
旧厚生省の部局は一通り経験したほか、伊丹市、ニューヨーク、総理官邸、日本年金機構でも勤務した。入省後、厚生労働省における政策立案などの業務に従事し、介護保険制度の創設や医療制度改革試案の作成などに携わり、伊丹市企画部企画調整室副主幹、同市総括主幹、厚生省大臣官房政策課課長補佐、同省薬務局医療機器開発課課長補佐、日本貿易振興会本部事業統括付、厚生省保険局企画課課長補佐、同省保険局総務課課長補佐、厚生労働省政策企画官、厚生労働省大臣官房総務課企画官、厚生労働省大臣官房参事官、日本年金機構本部記録問題対策部長、医薬食品局食品安全部企画情報課長、健康局総務課長、厚生労働省大臣官房審議官、厚生労働省大臣官房年金管理審議官などを歴任。日本年金機構では記録問題対策部長として年金記録問題の対応にあたった。
2019年（令和元年）7月9日、厚生労働省政策統括官（総合政策担当）に就任。
2021年（令和3年）9月14日、医政局長兼死因究明等推進本部事務局長に就任。
2022年（令和4年）6月28日、保険局長に就任。
2024年（令和6年）7月5日、厚生労働事務次官に就任。

## 年譜
- 1986年（昭和61年）10月 - 国家公務員採用1種試験（法律）合格[1]
- 1987年（昭和62年）
  - 3月 - 東京大学法学部卒業[1]
  - 4月 - 厚生省入省
  - 4月 - 厚生省大臣官房人事課[1]
  - 4月 - 厚生省健康政策局総務課[1]
- 1989年（平成元年）7月 - 厚生省生活衛生局指導課[1]
- 1990年（平成2年）4月 - 伊丹市企画部企画調整室副主幹[1]
- 1991年（平成3年）4月 - 伊丹市統括主幹[1]
- 1992年（平成4年）4月 - 厚生省大臣官房総務課[1]
- 1994年（平成6年）
  - 7月 - 厚生省大臣官房政策課課長補佐[1]
  - 7月 -（命）高齢者介護対策本部事務局員[1]
- 1996年（平成8年）9月 - 厚生省薬務局医療機器開発課課長補佐[1]
- 1997年（平成9年）6月 - 日本貿易振興会本部事業統括付[1]
- 2000年（平成12年）9月 - 厚生省保険局企画課課長補佐[1]
- 2001年（平成13年）1月 - 厚生労働省保険局総務課長補佐[1]
- 2002年（平成14年）
  - 8月 - 厚生労働省政策企画官[1]
  - 8月 -（併）政策統括官付社会保障担当参事官室[1]
- 2004年（平成16年）
  - 7月 - 厚生労働省大臣官房総務課企画官[1]
  - 7月 -（併）社会・援護局障害保健福祉部[1]
  - 7月 -（併）社会・援護局保護課災害救助対策室長[1]
- 2006年（平成18年）
  - 9月 -（併）雇用均等・児童家庭局総務課虐待防止対策室長[1]
  - 9月 -（併）雇用均等・児童家庭局家庭福祉課母子家庭等 自立支援室長[1]
- 2007年（平成19年）
  - 9月 - 厚生労働省大臣官房付[1]
  - 9月 -（併）内閣官房内閣参事官（内閣総務官室）[1]
- 2009年（平成21年）7月 - 厚生労働省大臣官房参事官（総務、社会保険担当）[1]
- 2010年（平成22年）1月 - 日本年金機構本部記録問題対策部長[1]
- 2012年（平成24年）9月 - 厚生労働省医薬食品局食品安全部企画情報課長[1]
- 2013年（平成25年）9月 - 厚生労働省健康局総務課長[1]
- 2015年（平成27年）10月 - 厚生労働省大臣官房審議官（年金担当）[1]
- 2016年（平成28年）6月 - 厚生労働省大臣官房年金管理審議官[1]
- 2017年（平成29年）
  - 7月 - 厚生労働省大臣官房審議官（医療介護連携担当）[1]
  - 7月 -（併）医政局[1]
  - 7月 -（併）老健局[1]
- 2019年（令和元年）7月 - 厚生労働省政策統括官（総合政策担当）[7]
- 2021年（令和3年）
  - 9月 - 厚生労働省医政局長[5]
  - 9月 - 死因究明等推進本部事務局長[5][6]
- 2022年（令和4年）6月 - 厚生労働省保険局長[4]
- 2024年（令和6年）7月 - 厚生労働事務次官[3]